# 디아트리에
디아트리에는 대한민국 경상남도 창원시 성산구 중앙대로 90 (상남동 75-3)에 위치한 오피스텔이다. 높이는 57.30m, 시행사는 (주)비에이월드, PM, 실내건축은 프로이즈(주), 설계사는 (주)거림종합건축사사무소, 감리사는 (주)거림종합건축사사무소, (주)소마이앤씨건축사사무소, 시공사는 창성건설(주)이다. 주차대수는 오피스텔은 452대, 근린생활시설은 17대, 합계는 469대다.